# جعفر البرمكي
أبو الفضل جعفر بن يحيى بن خالد بن برمك بن جامامش بن بشتاسف البرمكي هو وزير هارون الرشيد، وحامل خاتم السلطة. كان أبوه قد أرسله إلى القاضي أبو يوسف لتعليمه وتفقيهه. اشتهر بمكانته من هارون الرشيد وعلو قدره ونفاذ كلمته. عرف بجوده وسخائه وبذل إلى جانب سماحة الخلق طلاقة الوجه. وكان من ذوي الفصاحة والمشهورين باللسن والبلاغة.
وعند تراجع نفوذ البرامكة بعد وفاة الخيزران والدة هارون الرشيد، أصدر الرشيد بعد فترة وجيزة من رحيل الخيزران أمرًا يقضي بإعفاء جعفر البرمكي من حمل خاتم السلطة، وموجهًا بذلك أول ضربة إلى عائلة البرامكة للحد من نفوذها.

له نظم بالعربية وشعره قليل وله ديوان رسائل قليل.